# Liliane Saint-Pierre
 (juin 2020).
Si vous disposez d'ouvrages ou d'articles de référence ou si vous connaissez des sites web de qualité traitant du thème abordé ici, merci de compléter l'article en donnant les références utiles à sa vérifiabilité et en les liant à la section « Notes et références ».
Liliane Saint-Pierre, de son vrai nom Liliane Keuninckx, est une chanteuse belge née le 18 décembre 1948 à Diest.
Sa carrière débute dans les années 1960. Au cours de celle-ci, Liliane chante dans de nombreuses langues, passant du néerlandais à l'italien.

## Biographie

### Années 1960
Liliane n'a que quinze ans lorsqu'elle participe à un prix de variétés avec la collaboration de Radio Limburg. Sa victoire lui permet d'enregistrer une chanson, We gotta stop. Par la suite, elle participe au Festival de Knokke et produit un disque en allemand, Leider leider leider, qui connaît un certain succès. L'adolescente poursuit ses participations à divers programmes TV.
À dix-huit ans, elle rencontre le chanteur Claude François, qui la signe sur son label Flèche. Il façonne sa nouvelle identité de « Liliane Saint-Pierre » en transformant son apparence. Elle connaît du succès en France et monte sur scène à l'Olympia. De nombreuses disputes signent l'arrêt de leur collaboration.
En 1968, elle dédie une chanson à son collègue Marc Dex.

### Années 1970
Au début des années 1970, elle travaille sur la comédie musicale Glory Halleluja 2000. Liliane se produit dans les églises en Flandre, aux Pays-Bas, en Allemagne et dans le nord de la France. Durant cette période, elle se montre aux côtés de vedettes telles que les Bee Gees, les Platters, Johnny Hallyday et Jimi Hendrix.

### Années 1980
Pour des raisons familiales, elle finit par quitter la scène quelque temps, avant de réapparaître au milieu des années 1980. En 1985, elle connaît un nouveau succès avec la chanson Mijn grote liefde heet muziek. En 1986, elle enregistre Liefde alleen, une traduction de Only love de Nana Mouskouri. Liliane a représenté la Belgique au Concours Eurovision de la chanson en 1987 avec la chanson Soldiers of Love. La chanson a obtenu la 11e place. Sa renommée dépasse les frontières européennes.

### Années 1990
En 1996, Liliane s'essaie au genre du disco. Avec des traductions de In private, I was made for loving you, Je vais à Rio et Alexandrie, Alexandra, elle grimpe chaque fois aux plus hautes places des hit-parades flamands. Avec le groupe Get Ready!, elle enregistre la chanson Geef me tijd et se retrouve sur la scène du Forest National. En 1998 paraît un nouveau CD avec quelques nouveaux titres, chantés en collaboration avec d'autres artistes comme Elton John.

### Années 2000
En 2004, Liliane est honorée dans sa ville de naissance et de résidence, Diest, avec un grand concert et une exposition De Liliane à Saint-Pierre.
En 2005, elle devient un des membres du jury de l’émission de chasse aux talents X Factor, aux côtés de Jean Blaute et de Kris Wauters (Clouseau). Dans ce concours, elle est responsable du groupe des moins de 25 ans.
Au cours de l'été 2006, Liliane Saint-Pierre chante presque chaque soir à Blankenberge. Elle a participé à la revue Crazy le cirque dans une mise en scène de Jan van Dycke.

## Répertoire
- Soldiers of love (Eurovision Bruxelles 1987)
- We gotta stop (1963)
- Du bist so wie ein Fremder (1967)
- Du hast dich verändert (1967)
- Leider, leider, leider (1967)
- Schuld bist du daran (1967)
- Oh, oh marc dex (1968)
- Meijesart is toch niet van steen (1969)
- Als je gaat
- De wereld stond stil
- Ik stop niet
- Jo Jo
- Kom dichterbij
- Liefde alleen
- Met jou wil ik de hemel zien
- Mijn grote liefde heet muziek
- Only you
- Schreeuw in de nacht
- Aardsong
- Ziggy
- Verboden wensen
- I'm having a party
- Wat moet ik doen
- Gevangen in jou
- Sacha (1989)
- Mijn leven
- This is my life
- Het verschil
- Hou van het leven
- Alexandrie, Alexandra
- Brussel
- Ik wil alles met je doen (1996)
- Ik kom zacht naar je toe (1996)
- Ik ben niet van jou (1997)
- Rio (1997)
- Geef me tijd (1997)
- Verleiden (1998)
- Nog altijd (duo avec De Bende)
- Ik vecht voor jou (duo avec Ignace)
- Geef me tijd (duo avec Get Ready!)
- I'll stand by you (duo avec Paco Garcia)
- Run to me (duo avec Paco Garcia)
- De Roos (duo avec Paco Garcia)

### En français
- Femme en colère
- Parce que tu me quittes
- Vivre comme dans les livres
- Envie de vivre
- Je suis une fille toute seule (1968)
- Plus Jamais (1968)
- J'entends une symphonie (1968)
- Au revoir et à demain (1968)
- Si loin des yeux, si loin du cœur (1969)
- Chanson sentimentale, pour une fille sentimentale (1969)
- Mais quand le matin (1969)
- Je retire tout (1969)
- Quand c'est fini, c'est fini (1970)
- Dieu seul sait (1970)
- Si tu pars (1973)
- Joue ma fille (1975)
- Que le temps semble long (1975)
- Mélodie (1978)
- C'est la vie (1984)